# Marienfigur (Burkardroth, Obere Marktstraße 39)

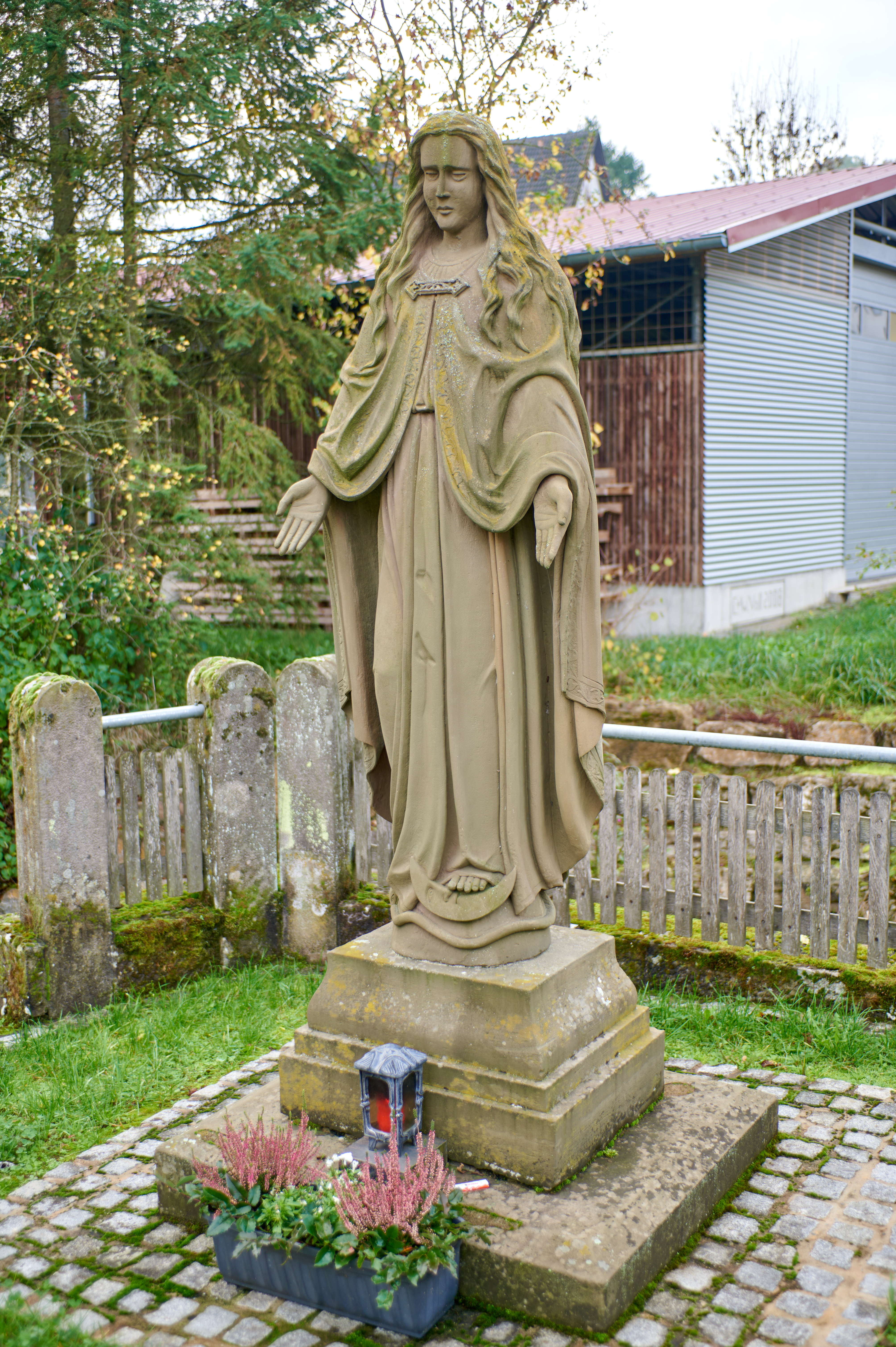
Marienfigur

Die Marienenfigur in Burkardroth befindet sich in der Oberen Marktstraße 39 im Markt Burkardroth im unterfränkischen Landkreis Bad Kissingen. Sie gehört zu den Bad Kissinger Baudenkmälern und ist unter der Nummer D-6-72-117-177 in der Bayerischen Denkmalliste registriert.

## Beschreibung
Die Marienfigur entstand zwischen 1874 und 1884 oder nach 1884 und besteht aus gelbbraunem Sandstein beziehungsweise grünem Sandstein.
Die Figur ist insgesamt 260 cm hoch. Die Marienplastik steht auf einem getreppten Sockel. Die 26 cm hohe Sockelbasis hat die Abmessungen 121 cm × 102 cm und ohne Abschrägung eine Höhe von 5 cm hin zum Treppensockel. Die Treppensockelplatten haben unten eine Höhe von 6 cm und die Maße 64 cm × 60 cm sowie darauf eine Höhe von 5 cm und die Maße 62 cm × 58 cm. Darauf befindet sich eine 20 cm hohe, bogenförmig eingezogene Platte mit den Abmessungen 55 × 55,5 cm unten und 44 cm × 44 cm oben.
Die Madonna ist 195 cm hoch.
Auf der Rückseite der zweiten Stufen steht in lateinischen Groß- und Kleinbuchstaben folgende Inschrift:

„Michael Josef Kahler, Feldgeistlicher beim Corpsstab des II. b. Armeekorps

Pfarrer dahier 1874 – 1884.“